# 万香坊
万香坊是越南海防市的一个已不存在的坊，原属于涂山郡。2025年，该坊成为涂山坊及南涂山坊的一部分。